# Когали (Кербулацький район)
Когали́ (каз. Қоғалы) — село у складі Кербулацького району Жетисуської області Казахстану. Адміністративний центр Когалинського сільського округу.
У радянські часи село називалось Кугали.
Населення — 2981 особа (2021; 3322 у 2009, 4286 у 1999, 5476 у 1989).